# Oxybuprocain
Oxybuprocain ist ein lokal wirksames Anästhetikum, das vor allem in der Augenheilkunde (Ophthalmologie) und in der Hals-Nasen-Ohren-Heilkunde (Otolaryngologie) eingesetzt wird. In Arzneimitteln wird es als Monohydrochlorid verwendet. Der Wirkstoff wurde 1951 von Wander patentiert.
Es wird auch bei lokalen Entzündungen im Hals- und Rachenbereich angewendet, oft in Kombination mit Tyrothricin.

## Handelsnamen
Monopräparate
Benoxinat (A), Cebesin (CH), Conjuncain (D), Novain (A), Novesine (D, CH), sowie ein Generikum (CH)
Kombinationspräparate
Collu-Blache (CH), Fluoresceine-Oxybuprocain (CH), Flurekain (A), Mebucaine (CH), Thilorbin (D)